# Штајнроде
Штајнроде (њем. Steinrode) општина је у њемачкој савезној држави Тирингија. Једно је од 89 општинских средишта округа Ајхсфелд. Према процјени из 2010. у општини је живјело 519 становника. Посједује регионалну шифру (AGS) 16061092.

## Географски и демографски подаци
Штајнроде се налази у савезној држави Тирингија у округу Ајхсфелд. Општина се налази на надморској висини од 215–367 метара. Површина општине износи 10,3 km². У самом мјесту је, према процјени из 2010. године, живјело 519 становника. Просјечна густина становништва износи 50 становника/km².